# San Torcuato (Orense)
San Torcuato  (llamada oficialmente San Trocado) es una parroquia española del municipio de Allariz, en la provincia de Orense, Galicia.

## Organización territorial
La parroquia está formada por cuatro entidades de población, constando tres de ellas en el nomenclátor del Instituto Nacional de Estadística español:
- Campelo
- Magarelos
- A Portela
- As Quintas de San Trocado

## Demografía
| Gráfica de evolución demográfica de San Trocado entre 2000 y 2021 |
|                                                                   |
| Datos según el nomenclátor publicado por el INE.                  |